# Thaumastoderma renaudi
Thaumastoderma renaudi är en djurart som tillhör fylumet bukhårsdjur, och som beskrevs av Kisielewski 1987. Thaumastoderma renaudi ingår i släktet Thaumastoderma och familjen Thaumastodermatidae. Inga underarter finns listade i Catalogue of Life.